# Scooby Doo i cyberpościg
Scooby Doo i cyberpościg (ang. Scooby-Doo and Cyber Chase) – 9 film animowany i 4 animowany pełnometrażowy z serii Scooby Doo, wyprodukowany w roku 2001.
Premiera filmu na antenie Cartoon Network odbyła się 19 marca 2005 roku o godz. 19:00 w Kinie Cartoon Network.

## Fabuła
Scooby, Fred, Kudłaty, Velma i Daphne odwiedzają przyjaciela studiującego na uniwersytecie, który stworzył grę komputerową z nimi. Okazuje się, że ucieka z niej Wirus Widmo  i sieje postrach na uniwersytecie. Tymczasem Tajemnicza Spółka zostaje wciągnięta do gry i musi przejść całe dziesięć poziomów, by się wydostać. Poziomy te to:
1. Księżyc
2. Rzymskie Koloseum
3. Prehistoryczna dżungla
4. Podwodny świat
5. Las wielkich mrówek
6. Stare Chiny
7. Egipskie piramidy
8. Średniowieczne miasto
9. Biegun Północny
10. Cybermiasto

Na każdym poziomie muszą znaleźć i złapać pudełko Scooby Chrupek, by przejść na następny etap. Wirus Widmo ma w grze popleczników, którzy utrudniają im przejście. Przyjaciele przechodzą do dziesiątego, ostatniego poziomu. Tam spotykają samych siebie, tzn. bohaterów gry, którymi steruje grający. Bohaterowie gry pomagają Detektywistycznej Spółce w znalezieniu Chrupek. Tymczasem teraz poplecznikami Wirusa jest pięć potworów z przeszłości (z odc.: „Tajemniczy złodziej w banku”, „Makabryczne igraszki aligatora ludojada”, „Smolny Potwór”, „Żelazna maska”, „Uwaga, Jaguaro!”).

## Obsada
- Scott Innes –
  - Scooby Doo,
  - Cyber Scooby ,
  - Kudłaty Rogers,
  - Cyber Kudłaty
- Frank Welker –
  - Fred Jones,
  - Cyber Fred
- Grey DeLisle –
  - Daphne Blake,
  - Cyber Daphne
- B.J. Ward –
  - Velma Dinkley,
  - Cyber Velma
- Joe Alaskey – Officer Wembley
- Bob Bergen – Eric Staufer
- Tom Kane – Profesor Robert Kaufman
- Mikey Kelley – Bill McLemore
- Gary Sturgis – Wirus

## Wersja polska
Wersja polska: Master Film na zlecenie WARNER BROS.

Reżyseria: Elżbieta Jeżewska

Dialogi: Dorota Filipek-Załęska

Dźwięk: Małgorzata Gil i Urszula Ziarkiewicz-Kuczyńska

Montaż: Jan Graboś

Kierownictwo produkcji: Ewa Chmielewska

Wystąpili:
- Ryszard Olesiński – 
  - Scooby
  - Cyber Scooby
- Jacek Bończyk – 
  - Kudłaty
  - Cyber Kudłaty
- Beata Jankowska – 
  - Daphne
  - Cyber Daphne
- Agata Gawrońska – 
  - Velma
  - Cyber Velma
- Jacek Kopczyński – 
  - Fred
  - Cyber Fred
- Marek Barbasiewicz – Profesor
- Andrzej Blumenfeld – Wembley
- Artur Kaczmarski – Eryk
- Tomasz Kozłowicz – Bill
- Janusz Rafał Nowicki – Wirus

oraz:
- Cezary Nowak
- Andrzej Chudy

## Informacje dodatkowe
- Odkąd Mary Kay Bergman popełniła samobójstwo, w tym filmie głos Daphne podkłada Grey DeLisle, która później podkładała głos Daphne w pozostałych seriach i filmach Scooby Doo.
- Film dedykowany pamięci Williama Hanny.

## Błędy w filmie
- Velma mówi, że w ostatnim poziomie są wszystkie potwory, których przyjaciele zdemaskowali. To kłamstwo, ponieważ było ich tylko pięć.
- W ostatnim poziomie Cyber Kudłaty ma czerwoną koszulkę i niebieskie spodnie. Ze słów Velmy wnioskujemy, że Eryk zrobił postacie tak, jak pamiętał swoich przyjaciół. Kudłaty nigdy nie nosił czerwonej koszulki ani niebieskich spodni.